# جان مارلی
جان مارلی (انگلیسی: John Marley؛ ۱۷ اکتبر ۱۹۰۷ – ۲۲ مهٔ ۱۹۸۴) یک هنرپیشه اهل ایالات متحده آمریکا بود.
از فیلم‌ها یا برنامه‌های تلویزیونی که وی در آن نقش داشته است می‌توان به مردی به نام اسلج، پدرخوانده، کت بالو، داستان عشق، آمریکا، آمریکا، چهره‌ها و رگه معدن اشاره کرد.